# ۳۶۴ (قمری)
۳۶۴ (قمری)، سیصد و شصت و چهارمین سال در گاهشماری هجری قمری است. اول محرم این سال برابر با بیست و ششم سپتامبر سال ۹۷۴ میلادی است.